# Nicolae Istrati
Nicolae Istrati (n. 1818 – d. 1861) a fost un scriitor, om politic și filantrop moldovean, care a îndeplinit funcția de ministru în Moldova în timpul caimăcămiei lui Nicolae Vogoride. A fost principalul ideolog al separatiștilor din Principatul Moldova.

## Biografie
S-a născut în 1818 într-o veche familie boierească, unul dintre strămoșii săi îndepărtați fiind înnobilat de Ștefan cel Mare, iar un alt strămoș a fost domnitorul Istratie Dabija (1661-1665). Tatăl său a fost paharnicul Gavril Istrati, iar mama sa era Ecaterina Ilski. Ecaterina Ilski a fost fiica lui Alexandru Ilski, boier bucovinean și cavaler austriac, înrudit cu Hurmuzăcheștii. Mama publicistului a rămas de timpuriu văduvă cu trei copii: Nicolae - scriitorul, Meletie - viitor episcop de Huși și o fată care se va călugări.
Nicolae Istrati a fost căsătorit cu Sevastia, născută Ciudin și au avut un fiu - Titus (doctor în drept la Paris, decan al baroului de Roman, deputat de Vaslui și senator).
Instrucția lui Nicolae Istrati a fost incompletă; de altfel, în prefața dramei "Mihul. O trăsătură din resbelu lui Ștefan cel Mare cu Matei Corvin, regele Ungariei", Nicolae Istrati însuși afirmă: „...Eu nu m-aș recomanda decât doară cu ignorantismul meu; fiindcă n-am învățat nimică în toată puterea cuvântului; nici chiar vreuna din multele gramatici ale limbii mele... ”. Faptul că a fost un autodidact este confirmat și de alții; Dim. R. Rosetti spune în Dicționarul contimporanilor  că  Nicolae Istrati nu a urmat "nici un curs regulat la vreo școală și s-a instruit mai mult singur". Dim. R. Rosetti și Aron Pumnul menționează că Nicolae Istrati și-a construit o renumită bibliotecă la Rotopănești. În plus, pe moșia sa din județul Suceava, Nicolae Istrati a fondat o școală pentru băieți și una pentru fete, iar în primăvara anului 1860 a înființat și o școală de declamație.
Autodidact cu o bună cultură, Nicolae Istrati impresionează prin varietatea genurilor abordate: dramă, eseu, poezie, articol de ziar, editare de documente istorice. În plus, o serie de fragmente din creația sa beletristică sunt risipite prin periodicele timpului. Începând din 1840, N. Istrati desfășoară o susținută activitate publicistică, scriind articole de istorie, literatură, teatru, poezii, fabule și romanțe. În acel an începe o lungă colaborare la revista Foaie pentru minte, inimă și literatură, condusă de George Barițiu.

## Activism politic
Deși inițial a susținut unirea Principatelor Române, după 1856 a devenit unul dintre adversarii unirii, alături de intelectuali precum Gheorghe Asachi, Costache Negruzzi sau Ion Creangă.
În 1853 a devenit Ministrul Cultelor al Principatului Moldovei, iar ulterior a condus Departamentul Lucrărilor Publice. Cu sprijinul lui Nicolae Vogoride, a participat la falsaficiarea alegerilor pentru adunarea ad-hoc.
A fondat ziarul Nepărtinitorul, finanțat de Imperiul Austriac, unde a publicat broșura Despre cvestia dzilei, în care avertiza despre posibilele consecințe negative ale unirii pentru moldoveni.
În 1858 a candidat pentru funcția de Domnitor al Moldovei, dar, nefiind ales, în urma unirii Principatelor, a fost izolat politic.

## Ultimii ani și decesul
Istrati s-a retras la moșia de la Rotopănești, unde și-a continuat activitățile culturale. A amenajat o sală pentru spectacole de teatru și a continuat să educe copiii țăranilor. 

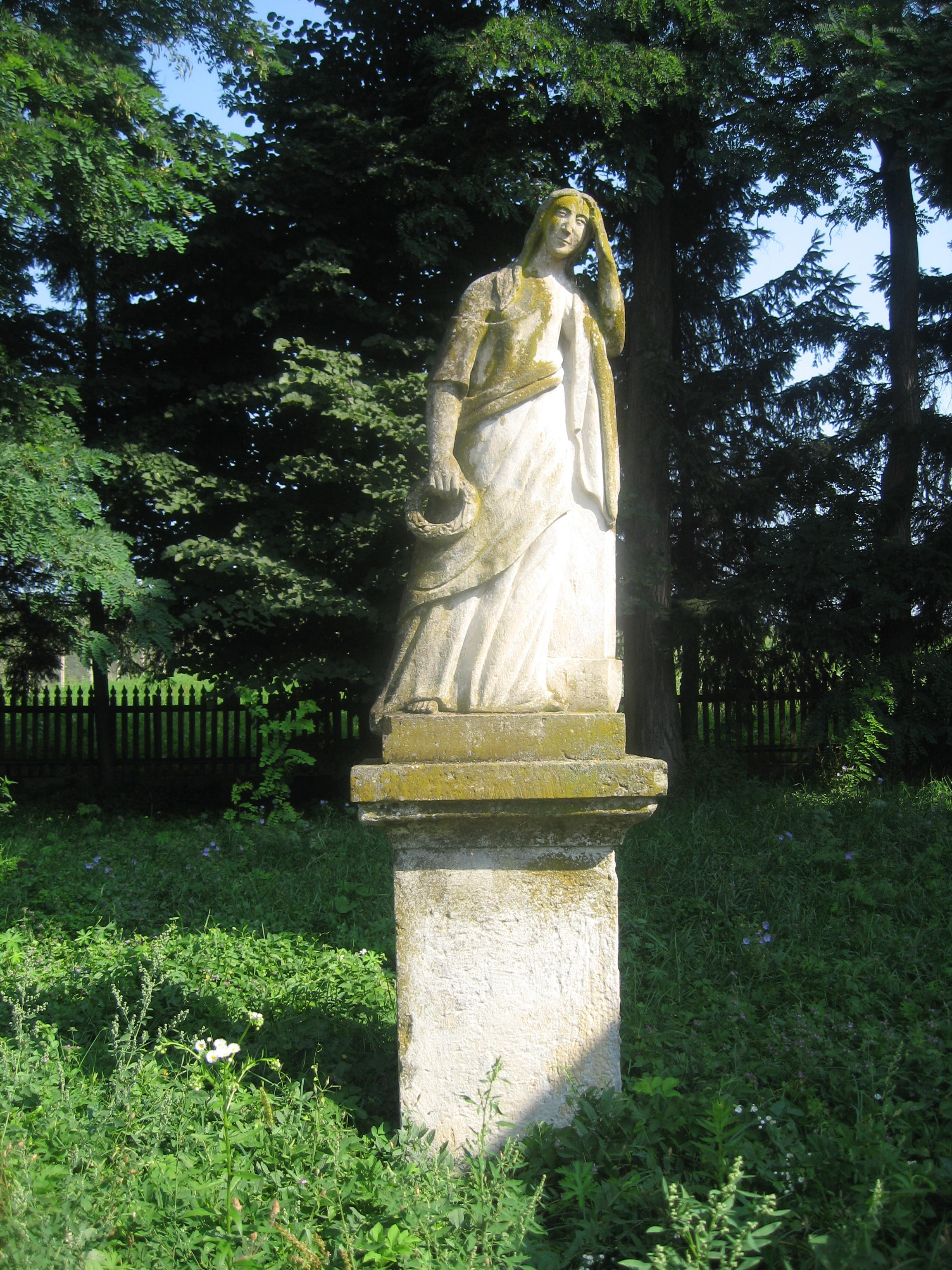
Statuia "Moldova plângându-și Unirea"

În memoria luptei sale împotriva unirii, a ridicat o statuie în curtea bisericii, numită Moldova Plângătoare , simbol al durerii cauzate de unirea cu Țara Românească.
A murit în 1861 în circumstanțe suspecte. Se pare că ar fi fost otrăvit de o femeie pe nume Elena Negri, la un bal de la moșia sa din Rotopănești.

## Moștenire
Deși criticat pentru antiunionismul său, Istrati a fost respectat pentru activitatea sa de reformator și educator. Conform unor legende locale, el a eliberat din iobăgie familiile ai căror copii au manifestat dorința de a studia, oferindu-le pământ și mijloace de subzistență.